# Liolaemus velosoi
Liolaemus velosoi este o specie de șopârle din genul Liolaemus, familia Tropiduridae, descrisă de Ortiz 1987. Conform Catalogue of Life specia Liolaemus velosoi nu are subspecii cunoscute.